# N31 (België)
De N31 is een expresweg in België, lopend van de Chartreuseweg (N31b) in Brugge tot aan de Kustlaan (N34) in Zeebrugge. De N31 loopt door als verlengde van de A17 en is onderdeel van de E403. De weg fungeert als belangrijke ontsluitingsweg voor de haven van Brugge-Zeebrugge en als westelijke grote ring van Brugge.
De weg is zo'n 18 km lang en heeft 2 x 2 rijstroken. Op een groot gedeelte doorheen Sint-Michiels en Sint-Andries zijn er ventwegen met 1 à 2 rijstroken voor plaatselijk stadsverkeer. De toegelaten maximumsnelheid is 90 km/u, met op het grootste gedeelte een beperking tot 70 km/u voor vrachtwagens.

## Wegwerken gelijkvloerse kruispunten

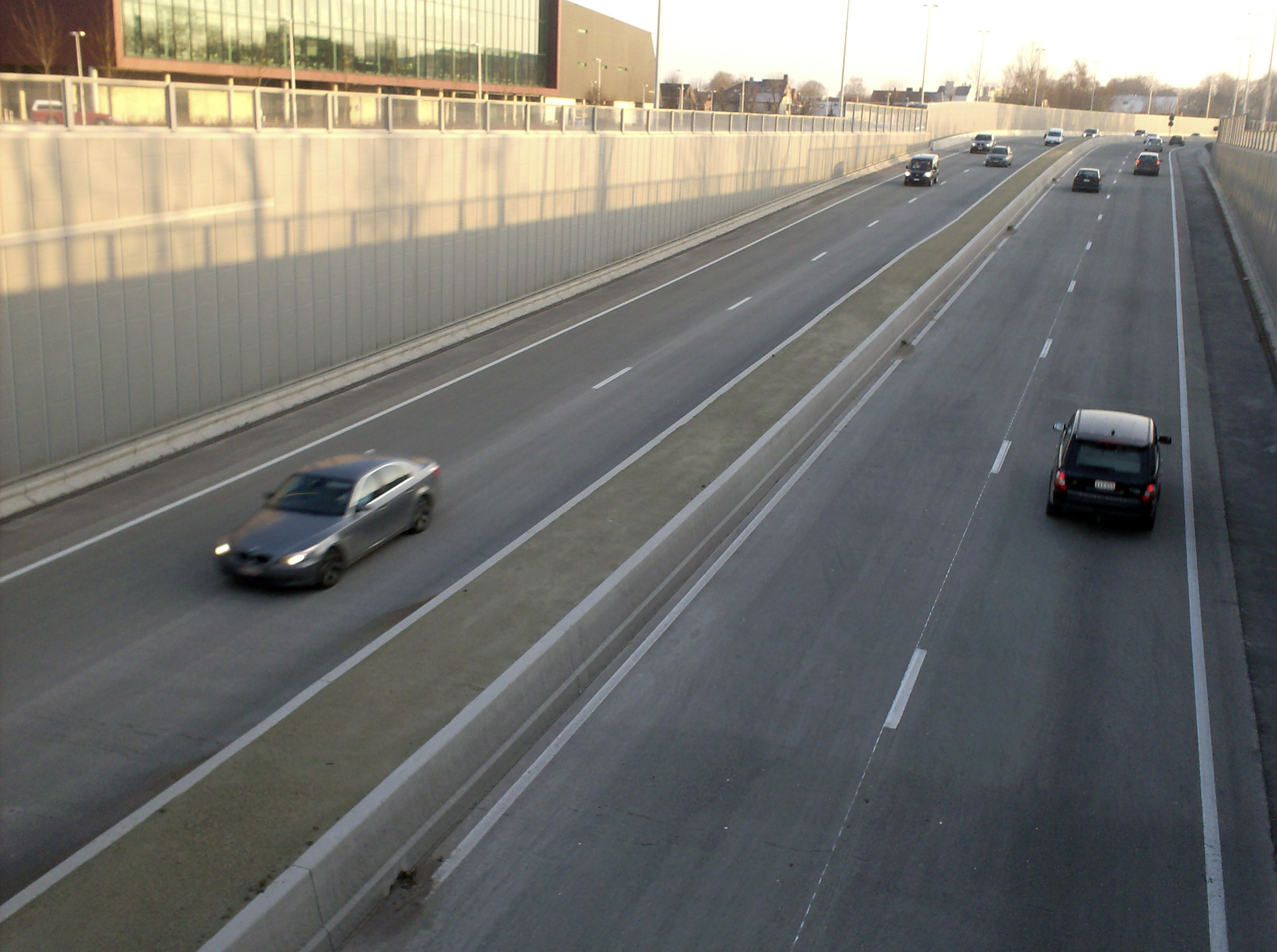
De N31 ter hoogte van de Koningin Astridlaantunnel in Sint-Michiels, Brugge.

De weg werd aangelegd in 1972-1974 als expresweg met kruispunten geregeld door verkeerslichten. Na het schrappen van de A17/A301-autosnelweg ten westen van de Brugse agglomeratie in 1977 werd besloten dat de N31 de ontsluiting van de haven van Brugge-Zeebrugge op zich diende te nemen. Om de doorstroming te verbeteren en de verkeersveiligheid te vergroten dienden daarom al de gelijkvloerse kruispunten weggewerkt te worden door middel van tunnels en bruggen. Het ongelijkvloers maken van de kruispunten van de N31 werd jarenlang uitgesteld, maar werd in 2018 afgerond voor het tracé van de A17 tot Blauwe Toren.
Eerst werd de Gistelse Steenweg (N367) ondertunneld in 1989, en rond 1991-1993 volgde de Torhoutse Steenweg (N32). Rond 2001-2002 werd het gelijkvloerse kruispunt met de Blankenbergse Steenweg (N371) vervangen door een brug met aansluitingen. In 2006-2008 werd de Koningin Astridlaan ondertunneld en werd het kruispunt met de Wittemolenstraat vervangen door een fiets- en voetgangerstunnel onder de N31. In 2010-2012 werd de N31 ter hoogte van de kruising met de Koning Albert I-laan (N397) in verdiepte ligging onder een rotonde aangelegd en werd boven het geheel een fietsersbrug gespannen. Eveneens werd een tunnel onder de Legeweg gebouwd. In een volgende fase werd aan de Chartreuseweg (N31b) het kruispunt vervangen door een brug met aansluitingen en een fietsersbrug die de twee delen van de Chartreuseweg met elkaar verbindt.
In 2016 startten de werken om aan de Bevrijdingslaan (N351), waar reeds gedeeltelijk aansluitingen voorzien waren, de nog bestaande gelijkvloerse kruisingen door een brug en een tunnel te vervangen. Het nieuwe complex werd medio 2018 afgewerkt.
Het gelijkvloerse kruispunt met de Stationsweg (N348), tussen de Blauwe Toren en Dudzele, werd vervangen door het knooppunt met het nieuw aangelegde deel van de autosnelweg A11 tussen de Blauwe Toren (Brugge) en Westkapelle.
Verder zijn er studies aan de gang om de N31 onder de dorpskom van Lissewege door te laten lopen via een ca. 900 meter lange tunnel. Ter hoogte van Zwankendamme wordt ten slotte een 'Hollands Complex' voorzien.

## Merkwaardige gebouwen
Enkele merkwaardige gebouwen langs de N31 in Brugge, van zuid naar noord:
- Kinepoliscomplex
- Vives-campus Sint-Michiels

- Asielcentrum Refuge
- Penitentiair complex Brugge
- AZ Sint-Jan

- OCMW-hoofdkwartier Brugge

- Winkelcentrum B-Park

## N31b
De N31b is een afrit van de N31 aan de zuidkant van Brugge. De weg verbindt de N31 met de N309 en heeft een lengte van ongeveer 600 meter.
R-wegen:
R0 · R1 · R2 · R3 · R4 (R4a · R4z) · R5 (R5a) · R6 · R7 · R8 · R9 · R10 · R11 (R11a) · R12 · R13 · R14 · R15 · R16 · R18 · R20 (R20a · R20b) · R21 (R21a · R21b · R21c · R21d) · R22 (R22a · R22z) · R23 (R23z) · R24 · R25 · R26 · R27 (R27a) · R30 (R30a · R30b) · R31 · R32 · R33 · R34 · R35 · R36 (R36z) · R40 (R40a) · R41 · R42 · R43 · R50 · R51 · R52 · R53 · R54 · R55 · R61 (R61a) · R62 · R70 · R71 · R72 · R73
N-wegen die (gedeeltelijk) een ringweg omvatten:
N1 · N3 · N4 · N6 · N7 · N8 · N9 · N13 · N17 · N27 · N27a · N28 · N29 · N31 · N32 · N34 · N35 · N36 · N37 · N38 · N39 · N41 · N44 · N46 · N47 · N49 · N50 · N55 · N60 · N60d · N70 · N71 · N72 · N73 · N75 · N76 · N78 · N80 · N81 · N82 · N90 · N92 · N113 · N153 · N203 · N203a · N390 · N405 · N416 · N441 · N473 · N498 · N556 · N700 · N712 · N712b · N717 · N722 · N725 · N748 · N750 · N769 · N967